# Рамсес (царевич)
Рамсес (егип. rꜥ-ms-sw «Рождённый Ра»; также Рамсес B во избежание путаницы с тёзками) — древнеегипетский царевич XIX династии, второй сын фараона Рамсеса II и первый сын его супруги царицы Иситнофрет.

## Биография
Рамсес был вторым сыном фараона Рамсеса II после царевича Амонхерхопшефа, рождённого Великой царицей Нефертари Меренмут, и первенцем царицы Иситнофрет. Рамсес родился в правление его деда фараона Сети I. Его родными братьями и сёстрами от общих родителей были царевичи Хаэмуас, Мернептах (будущий фараон), царевны Бент-Анат и Иситнофрет II. После смерти матери Иситнофрет её обязанности переняла Бент-Анат, ставшая супругой фараона на 22 год его правления и игравшая важную роль при дворе.
Рамсес упомянут на ряде памятников со своими младшими братьями Хаэмуасом и Мернептахом, назван вторым сыном в списке процессий среди сыновей Рамсеса II в Луксоре и Абу-Симбеле, в триумфальных сценах в честь Битвы при Кадеше, жертвующим богам «maryannu-пленных из презренного Нахарина» как военные трофеи. В сценах о Битве при Коде 10-го года правления Рамсеса II царевичи Амонхерхопшеф, Рамсес, Парахерунемеф и Хаэмуас показаны ведущими пленных перед фараоном. Рамсес присутствует в изображениях на колоссах в Абу-Симбеле (севернее от входа), в Саккаре, а также на фамильных стелах (ок. 30 год правления) в Гебель эс-Сильсиле и Асуане. Здесь он представлен в сопровождении родителей, братьев и сестры. Рамсес и Хаэмуас изображены с матерью Иситнофрет в скульптурной группе, хранящейся теперь в Лувре (Louvre 2272).
Рамсес носил титулы царский писец, военачальник и «возлюбленный сын фараона от плоти его». Он считался наследником престола с 25 по 50 годы правления Рамсеса II после смерти старшего брата. Рамсес наверняка принимал участие в церемониях с быком Аписом, когда Хаэмуас получил сан sem-жреца бога Птаха, а затем Верховного жреца Птаха в Мемфисе. Рамсес пожаловал вотивную статую для захоронения священного Аписа между 16 и 30 годами правления Рамсеса II.

### Смерть и погребение
Рамсес скончался приблизительно на 50-й год правления отца и был похоронен в гробнице KV5 в Долине Царей. Следующим наследником престола стал принц Хаэмуас, четвёртый сын Рамсеса II, поскольку третий сын Парахерунемеф скончался ранее.

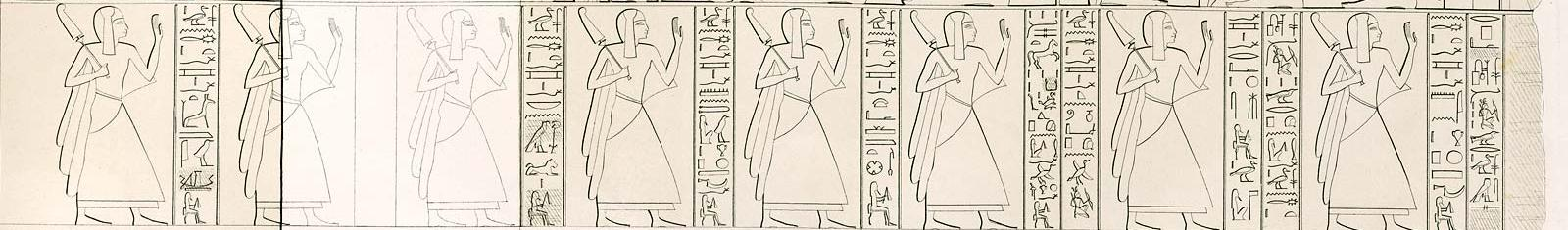
Сыновья Рамсеса II в Вади эс-Себуа. Справа налево: Амонхерхопшеф, Рамсес, Парахерунемеф, Хаэмуас, Монтухерхепешеф, Небенхару, [Мериамон] Сетемуя